# Ectropis breviciliata
Ectropis breviciliata är en fjärilsart som beskrevs av Eugen Wehrli 1943. Ectropis breviciliata ingår i släktet Ectropis och familjen mätare. Inga underarter finns listade i Catalogue of Life.